# Sechs Charakterstücke für das Pianoforte opus 33
Sechs Charakterstücke für das Pianoforte opus 33 is een verzameling werkjes van Christian Sinding. Het maakt onderdeel uit van een serie korte stukjes voor de piano, die slechts op een handvol na alle in de vergetelheid zijn geraakt. Van deze opus 33 geniet alleen nummer 4 de Serenade enige bekendheid met op de tweede plaats het scherzo.
Op internetpagina’s circuleert ook Frühlingsrauschen als onderdeel van deze Zes karakterstukken opus 33, dat is onjuist. Frühlingsrauschen is opus 32 nr. 3.   
De zes werkjes zijn:
1. A la menuetto in poco maestoso
2. Chant sans paroles in andante
3. Impromptu in comodo
4. Ständchen, de serenade in andantino
5. Danse orientale in allegretto
6. Scherzo in prestissimo